# Вретенар велики
Вретенар велики (лат. Zingel zingel) је слатководна риба из породице гргеча (Percidae).

## Општи подаци
- Латински назив: Zingel zingel
- Локални називи: фратар, опч
- Максимална дужина: 50 cm.
- Максимална тежина: до 1 kg.
- Време мреста: од априла до маја.

## Опис и грађа
Вретенар велики, као што му и име говори, је вретенастог облика. Иако има овакав - хидродинамичан - облик тела, ово је спора, лења риба и веома се мало креће. Тело му је светло до тамножуте боје са мрким попречним пругама. Споро расте и ретко се лови. На првим леђним перајима има од 13 до 14 жбица, на другим од 18 до 20 а на доњим 12 до 13. Очи, као камелеон може независно да помера.

## Навике, станиште, распрострањеност
Вретенар велики је обично сакривен на каменитом и шљунковитом дну и то у већим дубинама. Обали ретко прилази, а и то само када је вода мутна. У Србији га највише има у Дунаву, Сави, Тиси, а среће се и у Дрини, Тимоку, Великој и Западној Морави, Колубари. Субендемитет је Дунавског басена.

## Размножавање
Мрести се у априлу и мају, и веома брзо, нарочито већи примерци млађи постају грабљиви и хране се ситном рибом и пуноглавцима.